# Perfil del sòl

Esquema dels horitzons d'un perfil del sòl concret:
O - Matèria orgànica
A - capa superficial del sòl
B i C - Subsol o substrat
R - Material parental
No tots els sòls tenen aquesta distinció i existeixen altres tipus d'horitzons.

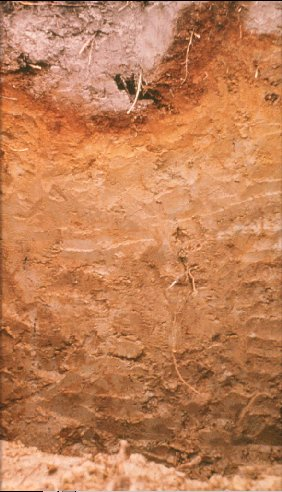
.

El perfil del sòl en pedologia o edafologia és el conjunt dels horitzons d'un sòl donat. Cadascun dels horitzons representa una capa diferenciada d'aquest sòl.
Els horitzons són les capes de sòl disposades aproximadament de forma paral·lela a la superfície del sòl i que tenen característiques que els diferencien de la capa superior i la capa de sota.
La formació d'horitzons és funció de processos geològics químics i biològics que es desenvolupen al llarg de molt de temps. Dipòsits de material relativament nous, com ho són els al·luvials, les dunes de sorra, o les cendres volcàniques, pot ser que no formin un horitzó, o que hi hagi només una diferenciació en les capes dipositades.
Aquests horitzons són generalment cada vegada més diferenciats a mesura que un sòl evoluciona. En efecte, la formació i l'evolució del sol sota la influència dels factors ecològics condueixen a la diferenciació de capes de naturaleses diferents més o menys paral·leles a la superfície.
No a tots els perfils de sòl s'observen els mateixos horitzons per exemple en el sòl de muntanya tipus rendzina queda simplificat a dos horitzons:l'horitzó húmic (A) que descansa directament sobre la roca mare (R).
Els diversos horitzons del sòl no estan reconeguts de forma unànime pels científics.

## Horitzó O
És l'horitzó orgànic (o humus) en el qual les restes vegetals s'acumulen a la superfície del sòl.
- OL: Capa de fulles mortes, que encara es poden reconèixer. Aquesta capa de fulles es pot dividir en dues parts segons la rapidesa de descomposició:
  - OLn: fulles de l'any encara senceres.
  - OLv: fulles velles, a l'inici de descomposició i començant a ser fragmentades.
- OF: Capa de fragmentació on ja no es poden identificar les restes.
- OH: Capa humificada, absència de qualsevol estructura vegetal recognoscible visualment.

## Horitzó A
L'horitzó A és per definició un horitzó que conté a la vegada matèria orgànica i matèria mineral. En pocs casos resulta principalment de la penetració de matèria orgànica dins del sòl sota la forma de components solubles. Però, en general, és el resultat d'una mescla mecànica feta pels organismes vius dins del sòl (cucs, insectes...) o per la llaurada en sòls cultivats.

## Horitzó E
Correspon a un horitzó que apareix per la sortida de constituents sòlids o de la seva solubilització in situ. És l'horitzó al·luvial. És el resultat en general d'una pèrdua d'argila, de ferro, o de matèria orgànica per lixiviació, es reconeix per la concentració relativa d'elements més gruixuts, en particular de sorres i llims. El seu color és sovint més clar.

## Horitzó B
És un horitzó enriquit o horitzó il·luvial. S'enriqueix de diversos constituents segons el cas: argila, ferro, matèria orgànica, carbonat de calci, etc. En determinats casos força rars,, es tracta d'aportacions que provenen de la part alta del perfil o bé laterals (exemple: carbonat de calci). Però, sovint, es tracta d'un enriquiment més aparent que real. És el resultat d'una banda de la transformació in situ dels minerals primaris sortits de la roca subjacent i encara presents en el B (argilització de la mica, alliberament i oxidació del ferro...), i d'altra banda, apareix com el resultat d'un contrast lligat al fet que l'horitzó E subjacent està realment empobrit.
Es distingeix pel seu color, l'estructura, la natura dels seus constituents i la granulometria.

## Horitzó S
Es tracta d'un horitzó B poc evolucionat en el qual s'observa uns canvis de color i l'aparició d'una estructura realment pedològica que reemplaça l'estructura original de la roca. Però no hi ha enriquiment net en argila o d'altres materials.

## Horitzó C
És un horitzó d'alteració de la roca mare on la transformació del qual queda limitada tanmateix encara són ben visibles gran part de les seves característiques originals (per exemple els minerals). Però hi ha començat l'evolució mineralògica i també les pèrdues de matèria sota la forma d'ions solubles.

## Horitzó R
Roca no alterada situada a la base del perfil. Se’n diu roca mare en el cas que sigui origen del sòl. En el cas contrari el sòl pot ser el resultat d'una transferència de material lateral o bé fluvial o fins i tot pel vent.